# Holly Brisley
Holly Brisley es una actriz australiana, conocida principalmente por haber interpretado a Amanda Vale en la serie australiana Home and Away.

## Biografía
Es hija de Derrick y Debbie Brisley, tiene una hermana menor llamada Kate. Su padre murió en enero de 2012 luego de ser diagnosticado con un tumor cerebral.
Holly padece de la enfermedad celíaca, la cual no le permite comer ni beber comida con gluten, trigo, centeno, cebada, avena y malta.
Es muy buena amiga de la diseñadora Gail Elliott, la supermodelo Kristy Hinze, la estilista Jo Ferguson y de la celebridad australiana Lisa Barry, incluso Holly es la madrina de su hijo.
En 2005 Holly se comprometió con su novio Paul Ford, un ejecutivo de marketing en Venecia. Poco después, el 11 de febrero de 2006 la pareja se casó en el Cardinal Cerretti Memorial Chapel en Manly, Sídney. 
Más tarde el 16 de julio de 2009 la pareja le dio la bienvenida a su primer hijo juntos, Levi Harper Ford.
Holly sufrió un embarazo ectópico en marzo de 2011.
En 2012 Holly y Paul tuvieron una hija, Willow Jade Ford el 20 de julio de 2012.

## Carrera
Su primera aparición en la televisión fue como presentadora en el programa Agro's Cartoon Connection cuando apenas tenía dieciséis años. 
En 2005 participó en la segunda temporada de la versión australiana del concurso de baile Dancing with the Stars su pareja fue el bailarín profesional Mark Hodge, la pareja quedó en tercer lugar.
Ese mismo año se unió al elenco de la exitosa serie dramática Home and Away, donde interpretó a Amanda Vale-Baker hasta 2007, luego de que su personaje se fuera de la bahía con su hijo Ryan y su esposo Peter Baker. Posteriormente Holly interpretó de nuevo a Amanda esta vez como personaje invitado en 2008 para ver la boda de su hija Belle Taylor y Aden Jefferies y en 2009 para asistir al funerla de Belle.
En 2011 aparecerá en la película Sinbad and the Minotaur donde interpretará a Tara, junto al actor Manu Bennett.

## Filmografía

### Series de televisión
| Año         | Título            | Personaje          | Notas                           |
| ----------- | ----------------- | ------------------ | ------------------------------- |
| 2009        | CJ the DJ         | CJ                 | prestó su voz para el personaje |
| 2005 - 2009 | Home and Away     | Amanda Vale        | 101 episodios                   |
| 2003        | Pizza             | -                  | episodio "Terror pizza"         |
| 2003        | White Collar Blue | Amber Flood        | episodio # 2.5                  |
| 1999, 2001  | BeastMaster       | Haisa & Mujer Kodo | 2 episodios                     |
| 2000        | All Saints        | Janelle            | episodio "A Fine Balance"       |
| 1996        | Fire              | -                  | tv serie                        |

### Películas
| Año  | Título                                   | Personaje                        | Notas                                                                                       |
| ---- | ---------------------------------------- | -------------------------------- | ------------------------------------------------------------------------------------------- |
| 2011 | Sinbad and the Minotaur                  | Tara                             | junto a Manu Bennett y Steven Grives                                                        |
| 2007 | Devil's Gateway                          | Samantha Davies                  | junto a Jack Campbell y Stephen Mark Adams                                                  |
| 2006 | Me or You                                | Psiquiatra                       | corto - junto a Manny Katts                                                                 |
| 2005 | Dynasty: The Making of a Guilty Pleasure | Heather Locklear                 | junto a Pamela Reed, Tim Draxl y Rachael Taylor                                             |
| 2004 | The Crop                                 | Geraldine                        | junto a George Elliot, Rhys Muldoon y Kristy Wright                                         |
| 2003 | Mermaids                                 | Joven Betty                      | junto a Serah D'Laine, Nikita Ager, Erika Heynatz, Andy Anderson, Lara Cox y Gyton Grantley |
| 2002 | Garage Days                              | Scarlet                          | junto a Matthew Le Nevez, Marton Csokas, Chris Sadrinna, Rohan Nichol y Pia Miranda         |
| 2002 | Scooby-Doo                               | Mujer del Video de Entrenamiento | -                                                                                           |
| 2000 | Enemies Closer                           | Agente                           | junto a Ryan Moloney, Kristy Wright y Damen Stephenson                                      |
| 2000 | Nowhere to Land                          | Jenny                            | junto a Ryan Johnson y Laurie Foell                                                         |
| 1999 | Change of Heart                          | Modelo                           | junto a Tahnee Stroet                                                                       |
| 1994 | Official Denial                          | Dos                              | junto a Robert Mammone                                                                      |
| 1993 | The Flood: Who Will Save Our Children?   | Tonya Smith                      | junto a Amy Van Nostrand y Scott Michael Campbell                                           |

### Videojuegos
| Año  | Juego            | Personaje | Notas                           |
| ---- | ---------------- | --------- | ------------------------------- |
| 2011 | Edge of Twilight | Hettie    | prestó su voz para el personaje |

### Apariciones
| Año       | Título                    | Notas                     |
| --------- | ------------------------- | ------------------------- |
| 2005      | Dancing with the Stars    | 8 episodios - concursante |
| 2002      | The Looney Tunes Show     | presentadora              |
| 1995-1997 | Agro's Cartoon Connection | presentadora              |

## Apoyo a obras benéficas
En julio de 2010 Holly escaló el monte Kilimanjaro en África para recuadar fondos para la fundación Humpty Dumpty (una causa noble que ayuda a niños enfermos), sin embargo casi muere después de que contrajera un edema pulmonar debido a la altura. Holly tuvo que ponerse una máscara de oxígeno y dos hombres la llevaron hasta el campamento más cercano para recibir ayuda.

## Premios y nominaciones
| Año  | Categoría                      | Premio                           | Serie    | Resultado |
| ---- | ------------------------------ | -------------------------------- | -------- | --------- |
| 2005 | Best Actress on a Feature Film | New York Independent Film Awards | The Crop | Ganadora  |